# Camponotus lauensis
Camponotus lauensis é uma espécie de inseto do gênero Camponotus, pertencente à família Formicidae.